# 青木得三
青木 得三 （あおき とくぞう、1885年2月26日 - 1968年7月31日） は、日本の大蔵官僚・経済学者。専門は財政学。経済学博士（1957年）。秋田県南秋田郡秋田町（現・秋田市）生まれ、東京帝国大学法科大学首席卒業。

## 略歴
1885年（明治18年）2月26日 （戸籍上は3月26日）、秋田県南秋田郡秋田町中島中丁にて出生。父青木定謙は角館町出身の官吏で、少年時代は父の転勤に伴って転居を繰り返した。旧制和歌山中学（現 和歌山県立桐蔭中学校・高等学校）から旧制新潟中学校（現 新潟県立新潟高等学校）に転入し、 旧制第一高等学校（旧制一高）を経て1909年（明治42年）東京帝国大学法科大学を首席で卒業した。
大学卒業後は大蔵省（現 財務省）に入省し、1918年（大正7年）、第一次世界大戦に際しドイツなど4か国に対する講和条約の、財政経済や賠償条項の起草専門委員としてロンドン・パリに駐在した。帰国後は若槻禮次郎、浜口雄幸の両大蔵大臣の秘書官をつとめ、1929年（昭和4年）には大蔵省主税局長を務めた。
1931年（昭和6年）に大蔵省を退官後、報知新聞社の論説委員を務め、また大蔵省の依頼により各地で講演を行っている。傍ら、中央大学法学部の依頼を受けて、財政学の講義を行っていた。この縁により、戦後の1948年（昭和23年）9月に中央大学商学部長、1949年（昭和24年）4月に同経済学部長となった。晩年は、千葉商科大学教授を務めた。

## 逸話
少年時代、1895年（明治28年）の三国干渉、1898年（明治31年）3月の旅順租借などに際してロシア帝国の横暴に憤慨し、征露論者となった。一高時代の1904年（明治37年）2月に日露戦争が勃発するや、『征露歌』（ウラルの彼方）を発表。以後数曲の寮歌を作詞しているが、当時の「尚武」の校風を反映して、好戦的とも取れる内容のものもある。青木本人は、征露論者だったが、好戦論者ではなかった、と弁解している。

## 略年表
- 1885年2月26日 - 秋田県南秋田郡秋田町にて出生。
- 1892年9月 - 高知県高知市に転居。
- 1897年11月 - 島根県松江市に転居。
- 1899年4月 - 和歌山県和歌山市に転居。
- 1900年4月 - 新潟県新潟市に転居。
- 1902年4月 - 旧制新潟中学校を首席で卒業。
- 1902年9月 - 旧制第一高等学校に入学。
- 1905年7月 - 旧制第一高等学校  大学予科英法科志望を首席で卒業[4]。
- 1909年7月 - 東京帝国大学法科大学を卒業、大蔵省に入省。専売局書記・専売局長官官房属。
- 1909年11月 - 高等文官試験を合格。
- 1909年11月 - 専売局長官官房 兼 参事官付となる。
- 1910年11月 - 参事官室 兼 東京税務監督局となる。
- 1914年4月 - 大蔵大臣秘書官となる。
- 1916年4月 - 銀行局普通銀行課長となる。
- 1916年12月 - 横浜税関総務課長に「左遷」[5]。
- 1918年11月 - 英仏駐在大蔵事務官となる（1920年12月 日本に帰国）。
- 1923年4月 - 理財局国債課長となる。
- 1924年12月 - 大臣官房文書課長となる。
- 1927年5月 - 東京税務監督局長となる。
- 1929年7月 - 大蔵省主税局長となる。
- 1931年12月 - 横浜税関長に「左遷」。
- 1931年12月 - 大蔵省を退官。報知新聞社論説委員となる。
- 1940年7月 - 庶民金庫理事長となる。
- 1942年5月 - 無尽統制会理事長を兼務。
- 1945年6月 - 庶民金融統制会理事長を兼務。
- 1945年11月 - 大東亜戦争調査会事務局長官となる。
- 1948年1月 - 公職追放から解かれる（資金統合銀行に連座）。
- 1948年9月 - 中央大学商学部長に就任。
- 1949年4月 - 中央大学経済学部長に就任。
- 1957年1月 - 日本学術会議第三部長となる。
- 1957年4月 - 経済学博士の学位を取得。
- 1968年 - 死去。

## 親族
- 青木定謙 - 父。札幌区長。
- 青木戒三 - 兄。朝鮮総督府官僚。

## 栄典
- 1920年（大正9年）9月7日 - 勲五等双光旭日章[6]

## 著作
- 『貨幣論』 巌松堂書店、1916年。
- 『銀行法論』 巌松堂書店、1924年。
- 『銀行論』 巌松堂書店、1928年。
- 『日本国債論』 日本評論社、1928年。
- 『租税講話』 改造社、1932年。
- 『財政学概論』 賢文館、1933年。
- 『地方財政の理論』 巌松堂書店、1934年。
- 『井上準之助伝』 1935年。
1983年、原書房より『井上準之助 5』で再刊。ISBN 4562012994
- 『税制改革案批判』 日本講演協会、1936年。
- 『貨幣銀行通論』 巌松堂書店、1937年。
- 『歳入歳出詳論』 巌松堂書店、1938年。
- 『財政学原理』 賢文館、1941年。
- 青木得三・山口忠夫 『国家財政と国民経済』 有斐閣、1941年。
- 『戦費を生む力』 大政翼賛会宣伝部、1943年。
- 『太平洋戦争前史』 1950年-1952年。
1998年、ゆまに書房で再刊（全6巻）。ISBN 4897144310
- 『若槻礼次郎・浜口雄幸』  時事通信社「三代宰相列伝」、1958年。
1986年、同『日本宰相列伝 11』 で再刊。ISBN 4788785617
- 『おもいで : 青木得三自叙伝』 - (財)大蔵財務協会、1966年。

## 作詞した寮歌
- 征露歌（ウラルの彼方） - 1904年2月。曲は『アムール川の流血や』。
- 亜細亜の東 - 1904年3月、第一高等学校第十四回紀念祭南寮寮歌。
- 平沙の北に - 1905年3月、第一高等学校第十五回紀念祭南寮寮歌。
- 春は桜花咲く - 1906年3月、第一高等学校第十六回紀念祭東大寄贈歌。
- としはや已に - 1908年3月、第一高等学校第十八回紀念祭東大寄贈歌。
- 時は流れぬ五十年 - 1940年7月、第一高等学校第五十回紀念祭寄贈歌。